# 菲律賓鸚竺鯛
菲律賓鸚竺鯛（學名：Ostorhinchus mydrus），又稱菲律賓鸚天竺鯛，為輻鰭魚綱鈎頭魚目天竺鯛科鸚竺鯛屬下的一個種，分布於中西太平洋菲律賓海域，棲息在珊瑚礁，夜間成群活動，屬肉食性，繁殖期時，雄魚具有口孵習性，卵約7日化成仔魚，由雄魚吐出，具短暫的仔魚飄浮期，生活習性不明。